# Negyvenszög
A geometriában a negyvenszög egy negyvenoldalú sokszög.

## Alapvető tulajdonságok
A szabályos sokszögek szögeire ismert képlet n = 40 esetben a következőt adja:
{\displaystyle \alpha ={\frac {(n-2)}{n}}\cdot 180^{\circ }={\frac {38}{40}}\cdot 180^{\circ }}
tehát kb. 171°.
Területére a következő adódik:
{\displaystyle A={\frac {20}{2}}a^{2}\operatorname {ctg} {\frac {\pi }{40}}\approx 127{,}062047a^{2}}

## A szabályos negyvenszög szerkesztése
Mivel 40 = 23 × 5, a szabályos negyvenszög megszerkeszthető körző és vonalzó segítségével.
| A szabályos negyvenszög szerkesztése |